# Filosofie van de biologie
De filosofie van de biologie is een tak van de wetenschapsfilosofie die zich bezighoudt met de epistemologische, metafyische en ethische vraagstukken omtrent de biologische en biomedische wetenschappen. Hoewel filosofen zich gedurende de geschiedenis van de filosofie vaak hebben beziggehouden met biologische vraagstukken, is de filosofie van de biologie pas als afgebakende subdiscipline ontstaan rond 1960. Reflecties over de biologie zijn bijvoorbeeld terug te vinden in het werk van Aristoteles of Immanuel Kant.
De hedendaagse filosofie van de biologie is vooral uitgewerkt binnen de analytische filosofie, bijvoorbeeld binnen het werk van Daniel Dennett. Mogelijke vraagstukken zijn de filosofische implicaties van het neodarwinisme, de ontdekking van het DNA en genetische technologie. Een ander kernvraagstuk is de mogelijkheid en wenselijkheid van een reductie van biologische processen tot biochemische of fysische processen. De ethische kwesties worden vooral onderzocht in de bio-ethiek.
Er bestaan ook tradities binnen de continentale filosofie die zich met biologische thema's bezighouden en die zich vooral concentreren rond het vraagstuk van het vitalisme. Voorbeelden van filosofen waarin dit vraagstuk speelt zijn Henri Bergson, Georges Canguilhem, Hans Jonas of Gilles Deleuze. Ook kan naar de levensfilosofie verwezen worden. De centrale vraag is hier eerder wat men precies onder 'leven' moet verstaan en wat het leven zo uniek maakt.

## Epistomologie
Onderzoek in de biologie wordt nog altijd minder gestuurd vanuit theorie in vergelijking met  andere wetenschappen. Dit is met name het geval in de levenswetenschappen, waar de beschikbaarheid van 'high throughput screening' technieken voor de verschillende omics gebieden en de ervaren complexiteit, maakt dat de wetenschap hoofdzakelijk vanuit gegevens gestuurd wordt. Deze gegevens-intensieve benadering wordt door sommige beschouwd als het vierde paradigma, na empirisme, theorie en computersimulatie. Andere verwerpen het idee dat gegevens-gedreven onderzoek op het punt staat de theorie te vervangen. Krakauer e.a. stellen dat machinaal leren een krachtig middel is om gegevens te bewerken in voorbereiding op mechanistische theorievorming, maar dat het niet als einddoel gezien moet worden van wetenschappelijk onderzoek. Met betrekking tot kankerbiologie, stellen Raspe et al. dat begrip van tumorbiologie essentieel is om relevante informatie uit 'high throughput' gegevens te halen. Het tijdschrift Science koos kanker-immunotherapie als de doorbraak van 2013. In de toelichting geven ze aan dat een les die we leren van het succes van kanker-immunotherapie is dat het voortkwam uit het ontcijferen van basis biologie.
Theorie in de biologie is minder strikt geformaliseerd als in de natuurkunde. Naast de klassieke natuurkunde benadering van wiskundig-analytisch, zijn er ook de benaderingen gebaseerd op resp. statistiek, computer simulatie en conceptueel/verbaal theoretiseren/modelleren.  Dougherty and Bittner stellen dat voor biologie om als wetenschap verder te ontwikkelen, ze meer moeten bewegen richting wiskundig modelleren, of anders loopt ze het risico holle praat te zijn.
In tumorbiologie-onderzoek is het identificeren van cellulaire signalerings-processen grotendeels gericht geweest op het vinden van de functie van individuele genen en proteinen. Janes liet echter de context-afhankelijkheid zien van signaal gedreven cel-beslissingen en daarmee de noodzaak van een meer systeem-gebaseerde benadering. Het gebrek aan aandacht voor de context-afhankelijkheid in preklinisch onderzoek is terug te zien in de waarneming dat preklinische testen zelden predictieve 'biomarkers' beschrijven, die bij het vervolg in klinische 'trials' helpen om patiënten te onderscheiden die waarschijnlijk baat hebben bij een medicijn.